# Маравірок
Маравіро́к (міжнародна транскрипція MVC) — синтетичний противірусний препарат з групи інгібіторів рецепторів CCR5 для прийому всередину. Препарат розроблений компанією Pfizer та схвалений FDA у червні 2007 року, та Європейським агентством з лікарських засобів у липні 2007 року.

## Фармакологічні властивості
Маравірок — синтетичний противірусний препарат з групи інгібіторів рецепторів CCR5. Механізм дії препарату полягає у зв'язуванні маравіроку з хемокіновим рецептором ВІЛ-1 CCR5 ,що перешкоджає проникненню вірусу в клітини організму людини. До маравіроку чутливий виключно CCR5-тропний ВІЛ-1. Це призводить до подорожчання лікування маравіроком, оскільки перед початком лікування необхідно провести дороговартісне обстеження на наявність у вірусу рецепторів CCR5. Препарат ефективний у хворих ВІЛ-інфекцією із наявністю R5-тропних вірусів, які вичерпали традиційні засоби лікування хвороби, у тому числі із супутніми гепатитами В і С. Згідно з новими клінічними дослідженнями, маравірок може застосовуватися для лікування стафілококової інфекції, особливо при резистентності стафілококів до стандартних антибіотиків. У клінічних дослідженнях маравірок має нижчу ефективність, чим порівнювані препарати та був малоефективний у пацієнтів із дуже високим вірусним навантаженням (більше 100 тисяч копій вірусу на 1 мл); проте під час його застосування спостерігалось значно менше побічних ефектів, у тому числі поява злоякісних пухлин.

### Фармакокінетика
Маравірок при прийомі всередину швидко всмоктується, максимальна концентрація в крові досягається в середньому протягом 2 годин. Біодоступність препарату в дозі 150 мг становить лише 23 %, у дозі 300 мг біодоступність зростає до 33 %, при прийомі разом із жирною їжею біодоступність препарату зменшується. Препарат добре зв'язується з білками плазми крові. Невідомо, чи маравірок проникає через гематоенцефалічний бар'єр. Невідомо, чи препарат проникає через плацентарний бар'єр та виділяється в грудне молоко. Препарат метаболізується в печінці, виводиться з організму переважно з калом (76 %), частково виводиться нирками (20 %) у вигляді неактивних метаболітів. Період напіввиведення маравіроку становить 14—18 годин, при печінковій та нирковій недостатності цей час може незначно збільшуватись.

## Показання до застосування
Маравірок застосовують для лікування ВІЛ-інфекції, яку спричинює CCR5-тропний ВІЛ-1, у складі комбінованої терапії в дорослих. Монотерапію препаратом не проводять у зв'язку з швидким розвитком резистентності ВІЛ до препарату.

## Побічна дія
При застосуванні маравіроку можливі наступні побічні ефекти:
- З боку шкірних покривів — часто (1—10 %) висипання на шкірі, свербіж шкіри, алергічний дерматит, кропив'янка, акне, алопеція, сухість шкіри, гіпергідроз; рідко (0,01—0,1 %) синдром Стівенса-Джонсона.
- Алергічні реакції — часто (1—10 %) кашель, фарингіт, гарячка; нечасто (0,1—1 %) бронхоспазм; рідко (0,01—0,1 %) анафілактичний шок.
- Онкологічні захворювання — часто (1—10 %) доброякісні пухлини шкіри; рідко (0,01—0,1 %) пухлини черевної порожнини, пухлини жовчних шляхів, пухлини анальної ділянки, пухлини язика, рак стравоходу, рак носоглотки, лімфогранулематоз та лейкози, метастатичні пухлини.
- З боку травної системи — дуже часто нудота (18 % випадків), діарея (22 % випадків); часто (1—10 %) блювання, зниження апетиту, біль у животі, порушення смаку, метеоризм, стоматит, кандидоз ротової порожнини; нечасто (0,1—1 %) ректальні кровотечі, цироз печінки, панкреатит, псевдомембранозний коліт; рідко (0,01—0,1 %) гепатит, жовтяниця, печінкова недостатність, тромбоз ворітної вени.
- З боку нервової системи — найчастіше головний біль (14 % випадків), підвищена втомлюваність (12 % випадків); часто (1—10 %) безсоння, сонливість, гіпостезія, парестезії, запаморочення, кон'юнктивіт, середній отит; нечасто (0,1—1 %) судоми, катаракта, геміанопсія; рідко (0,01—0,1 %) тремор, втрати свідомості, депресія, параліч лицьового нерва, менінгіт.
- З боку опорно-рухового апарату — часто (1—10 %) міалгії, артралгії, спазм м'язів, болі в кінцівках, болі в шиї; нечасто (0,1—1 %) міозит; рідко (0,01—0,1 %) міопатії, рабдоміоліз.
- З боку сечовидільної системи — часто (1—10 %) ніктурія; нечасто (0,1—1 %) ниркова недостатність, поліурія, протеїнурія.
- З боку серцево-судинної системи — нечасто (0,1—1 %) стенокардія, інфаркт міокарду, лімфаденопатія; рідко (0,01—0,1 %) артеріальна гіпотензія, ендокардит, тромбоз глибоких вен.
- Інші побічні ефекти — часто (1—10 %) еректильна дисфункція, кахексія, ліподистрофія, пневмонія, інфекції верхніх дихальних шляхів, герпес; рідко (0,01—0,1 %) цукровий діабет.
- Зміни в лабораторних аналізах — часто (1—10 %) анемія, підвищення рівня тригліцеридів в крові, підвищення активності амінотрансфераз і лужної фосфатази в крові; нечасто (0,1—1 %) підвищення рівня білірубіну, креатиніну і сечовини в крові, нейтропенія, еозинофілія, тромбоцитопенія, гематурія, протеїнурія; рідко (0,01—0,1 %) гранулоцитопенія, гіперглікемія.

Під час проведення комбінованої антиретровірусної терапії у хворих зростає ймовірність остеонекрозу, гепатонекрозу. Під час проведення ВААРТ зростає ймовірність синдрому відновлення імунної системи із загостренням латентних ВІЛ-асоційованих інфекцій.

## Протипоказання
Маравірок протипоказаний при підвищеній чутливості до препарату. Препарат не застосовується у дітей. Не рекомендоване застосування препарату при вагітності та годуванні грудьми.

## Форми випуску
Маравірок випускається у вигляді таблеток по 0,15 та 0,3 г.